# Lokossa
Lokossa ist eine Stadt in der afrikanischen Republik Benin. Sie ist Hauptstadt des Departments Mono. Die Stadt liegt im Süden des Landes, nur wenige Kilometer östlich der Grenze zu Togo. Die Fernstraße RN2 führt durch die Stadt.
Die Stadt ist Sitz des römisch-katholischen Bistums Lokossa.

## Persönlichkeiten
- Victor Agbanou (* 1945), Bischof von Lokossa

## Städtepartnerschaften
Lokossa verbindet eine Städtepartnerschaft mit der Gemeinde Evere (Belgien).